# Leptochilus ornatus
Leptochilus ornatus är en stekelart som först beskrevs av Henri Saussure 1853.  Leptochilus ornatus ingår i släktet Leptochilus och familjen Eumenidae. Inga underarter finns listade i Catalogue of Life.